# Боринже, Роман
Ро́ман Боринже́ (фр. Romane Bohringer; род. 14 августа 1973, Пон-Сент-Максанс, Уаза, Франция) — французская актриса.

## Биография
Роман Боринже родилась 14 августа 1973 года в Пон-Сент-Максанс (департамент Уаза, Франция). Она — дочь Ришара Боринже и сестра Лу Боринже. Родители назвали её в честь Романа Полански.
Она выиграла премию «Сезар» в номинации «Самая многообещающая актриса» за роль в фильме «Дикие ночи».
С 2006 года Роман встречается с режиссёром Филиппом Реббо. У пары есть двое детей — дочь Роуз Реббо (род. 26.12.2008) и сын Рауль Реббо (род. 02.08.2011).

## Фильмография
- 1983: Тёмная лошадка
- 1986: Камикадзе — Джули
- 1991: Девчонки — Роман
- 1992: Дикие ночи — Лаура
- 1992: Аккомпаниаторша — Софи
- 1993: По её вине — Франсуаза
- 1994: Мина Танненбаум — Мина Танненбаум
- 1994: Полковник Шабер — Софи
- 1995: Сто и одна ночь Симона Синема — девушка в фиолетовом
- 1995: Полное затмение — Матильда Верлен
- 1996: Китайский портрет — Лиз
- 1996: Квартира — Алиса
- 1997: Горничная с «Титаника» — Зои
- 1998: Что-то органическое — Маргарита
- 1999: Рембрандт[фр.] — Хендрикье Стоффелс
- 2000: Король жив — Катрин
- 2005: Птицы 2: Путешествие на край света — озвучание
- 2006: Разведчик — Нина
- 2009: Бал актрис — себя
- 2012: Ренуар. Последняя любовь — Габриэль
- 2013: Вик и Фло увидели медведя — Флоренс Ришмон
- 2018: Нож в сердце — Кати
- 2020: Русалка в Париже — Милена
- 2023: Только ты и я — Дельфина